# Copa Libertadores de Futsal
A Copa Libertadores de Futsal é uma competição de futsal disputada pelos melhores clubes da América do Sul e é organizado pela Conmebol desde 2002.

## História
Durante mais de duas décadas, a FIFUSA foi a única entidade a comandar o futebol de salão no mundo. No final da década de 1980, a FIFA resolveu criar incorporar a modalidade e criou um novo formato, que passou a ser conhecido internacionalmente como futsal. A partir de então, passaram a conviver as duas modalidades, uma sob tutela da FIFUSA, com praticamente as mesmas regras originais do futebol de salão em seus primórdios, e a outra sob encargo da FIFA, que é a versão mais divulgada e praticada no planeta.
De 1970 até 1990, o Campeonato Sul-Americano de Futebol de Salão foi organizado pela Fifusa. Em meados da década de 1990, foi criada uma versão dessa competição com as regras da FIFA, o Campeonato Sul-Americano de Futsal.

## Formato
Até 2015, a competição sul-americana de futsal era dividida em Zona Norte e Zona Sul. Cada zona era dividida em dois grupos com número variável de integrantes. As equipes de cada grupo jogavam entre si em partida única com sedes definidas previamente pela Conmebol para os torneios de cada zona. Depois de disputar todas as partidas da chave, as duas melhores equipes de cada grupo se enfrentavam em chaves cruzadas (primeiro de um grupo contra o segundo do outro) e em partida única nas semifinais e o vencedor de cada jogo disputava a final da zona num único jogo e o vencedor da zona disputava a final do Sul-Americano contra o vencedor da outra zona em uma melhor de três jogos, em sede determinada pela Conmebol. Se uma equipe não comparecesse nas partidas como programado sem justificar sua ausência e/ou não chegasse a um acordo com a equipe adversária e a Conmebol de alterar as datas, seria declarado campeão seu oponente por W.O.
A partir de 2016, a competição passou a ser realizada em torneio único, contando com apenas um representante de cada país ao invés de classificar dois por país como anteriormente. O formato ainda se manteve semelhante ao anterior: são formados dois grupos, onde os dois melhores de cada grupo se enfrentavam nas semifinais e o vencedor de cada jogo disputa a final da copa.

## Campeões
(1) O Jaraguá foi declarado campeão, pois o Bello Jairuby não compareceu a final.
 (2) Não foi disputado a Zona Norte, em consequência, o torneio da Zona Sul acabou proclamando o Campeão da Libertadores.
 (3) Torneio reconhecido apenas como classificatório para a Libertadores de 2011 pelo Carlos Barbosa .Títulos por equipe
| Clube                      | País      | Títulos                                 | Vices           | Terceiro              | Quarto          |
| -------------------------- | --------- | --------------------------------------- | --------------- | --------------------- | --------------- |
| Carlos Barbosa             | Brasil    | 6 (2002, 2003, 2011, 2017, 2018 e 2019) | 2 (2001 e 2021) | 3 (2004, 2005 e 2007) | 0               |
| Jaraguá                    | Brasil    | 6 (2004, 2005, 2006, 2007, 2008 e 2009) | 1 (2016)        | 0                     | 0               |
| Sorocaba                   | Brasil    | 2 (2015 e 2024)                         | 1 (2025)        | 1 (2018)              | 0               |
| Cascavel                   | Brasil    | 2 (2022 e 2023)                         | 0               | 0                     | 0               |
| Cerro Porteño              | Paraguai  | 1 (2016)                                | 2 (2017 e 2019) | 1 (2022)              | 1 (2018)        |
| Peñarol                    | Uruguai   | 1 (2025)                                | 1 (2022)        | 1 (2024)              | 0               |
| San Lorenzo                | Argentina | 1 (2021)                                | 0               | 1 (2000)              | 1 (2022)        |
| Banespa                    | Brasil    | 1 (2001)                                | 0               | 1 (2002)              | 0               |
| ADC Intelli                | Brasil    | 1 (2013)                                | 0               | 1 (2014)              | 0               |
| Atlântico                  | Brasil    | 1 (2014)                                | 0               | 1 (2006)              | 0               |
| Internacional              | Brasil    | 1 (2000)                                | 0               | 0                     | 0               |
| Joinville                  | Brasil    | 0                                       | 2 (2018 e 2023) | 2 (2008 e 2025)       | 0               |
| Bello Jairuby              | Colômbia  | 0                                       | 2 (2007 e 2009) | 0                     | 0               |
| Boca Juniors               | Argentina | 0                                       | 1 (2014)        | 0                     | 2 (2011 e 2015) |
| Vasco da Gama              | Brasil    | 0                                       | 1 (2000)        | 0                     | 0               |
| Pumas del Ávila            | Venezuela | 0                                       | 1 (2002)        | 0                     | 0               |
| Nacional                   | Uruguai   | 0                                       | 1 (2003)        | 0                     | 0               |
| Deportivo Kansas           | Peru      | 0                                       | 1 (2004)        | 0                     | 0               |
| Universidad Autónoma       | Paraguai  | 0                                       | 1 (2005)        | 0                     | 0               |
| Santa Fe                   | Colômbia  | 0                                       | 1 (2006)        | 0                     | 0               |
| Deportivo Táchira          | Venezuela | 0                                       | 1 (2008)        | 0                     | 0               |
| La Riviera Vargas          | Venezuela | 0                                       | 1 (2010)        | 0                     | 0               |
| Atlético Paranaense        | Paraguai  | 0                                       | 1 (2011)        | 0                     | 0               |
| Talento Dorado             | Colômbia  | 0                                       | 1 (2013)        | 0                     | 0               |
| Real Bucaramanga           | Colômbia  | 0                                       | 1 (2015)        | 0                     | 0               |
| Delta Te Quiero            | Venezuela | 0                                       | 1 (2021)        | 0                     | 0               |
| Centauros                  | Venezuela | 0                                       | 0               | 1 (2023)              | 1 (2025)        |
| Farroupilhense             | Brasil    | 0                                       | 0               | 1 (2009)              | 0               |
| Umuarama                   | Brasil    | 0                                       | 0               | 1 (2011)              | 0               |
| Minas                      | Brasil    | 0                                       | 0               | 0                     | 2 (2003 e 2013) |
| Corinthians                | Brasil    | 0                                       | 0               | 0                     | 1 (2021)        |
| Bocca                      | Equador   | 0                                       | 0               | 0                     | 1 (2023)        |
| Independiente Barranquilla | Colômbia  | 0                                       | 0               | 0                     | 1 (2024)        |

## Total de títulos por país
| País      | Títulos | Vices |
| --------- | ------- | ----- |
| Brasil    | 20      | 7     |
| Argentina | 1       | 2     |
| Paraguai  | 1       | 4     |
| Uruguai   | 1       | 1     |
| Colômbia  | 0       | 5     |
| Venezuela | 0       | 4     |
| Peru      | 0       | 1     |